# 似鮈两极虫
似鮈两极虫（学名：Myxidium pseudogobii）为两极科两极虫属的动物。分布于俄罗斯以及浙江、湖北、黑龙江等，营寄生生活，寄生在鳃、肠（鳗鲡）以及肾（棒花鱼）。